# Melissa Coates
Pour les articles homonymes, voir Coates.
Melissa Coates, née le 18 juin 1971 à Thunder Bay en Ontario et morte le 23 juin 2021 à Las Vegas (Nevada), est une catcheuse,  culturiste,  mannequin de fitness et actrice canadienne. 
Elle est d'abord culturiste et mannequin dans les années 1990 en participant à plusieurs concours aux États-Unis et en posant dans des magazines.

## Biographie

### Jeunesse et carrière de culturiste
Melissa Coates grandit à Thunder Bay. Elle est la benjamine d'une fratrie composée de deux frères et une sœur. Elle commence à faire de la musculation à 15 ans pour devenir joueuse de tennis. Elle se met à participer à des compétitions de culturisme et de force athlétique. Elle se hisse en finale du tournoi de tennis Mid Canada Junior Girls en 1984 et le remporte l'année suivante. Après le lycée, elle poursuit ses études à l'université Lakehead où elle obtient un bachelor en biologie. 
Après avoir fini ses études, elle commence à participer à des concours de culturisme au Canada. Elle remporte de nombreux concours dont le championnat du Canada dans la catégorie des poids moyen en 1994. Dans la deuxième moitié des années 1990, elle part vivre en Californie afin de gagner plus d'argent. Cela lui permet de poser dans plusieurs magazines de culturisme. En plus de cela, elle remporte le concours Jan Tana Pro Classic en 1996 et elle se classe 6e du concours Ms International un an plus tard. Elle continue à participer à des concours de culturisme jusqu'en 1999. 

### Carrière de catcheuse
À la fin des années 1990, Melissa Coates commence à s'intéresser au catch. Elle commence par s'entraîner auprès de Killer Kowalski avant d'intégrer l'école de catch de l'Ultimate Pro Wrestling.

## Palmarès

### En catch
- Brew City Wrestling (BCW)
  - 1 fois championne féminine de la BCW[7]
- Great Championship Wrestling (GCW)
  - 1 fois championne féminine de la GCW[8]

### En culturisme
- The Physique Challenge
  -  dans la catégorie des poids légers en 1991[9]
  -  au classement général en 1991[9]
- Eastern Ontario
  -  dans la catégorie des poids moyen en 1992[9]
  -  au classement général en 1992[9]
  - Prix de la meilleure pose[9]

## Récompenses des magazines
- Pro Wrestling Illustrated

| Année | 2010 | 2011 |
| ----- | ---- | ---- |
| Rang  | 41   | 49   |